# Décès en novembre 1948
Décès
- 1944
- 1945
- 1946
- 1947
- 1948
- 1949
- 1950
- 1951
- 1952

Pour une information complémentaire, voir la page d'aide.

| Date        | Nom            | Pays                   | Activités                                                | Âge | Source |
| ----------- | -------------- | ---------------------- | -------------------------------------------------------- | --- | ------ |
| 29 novembre | Fred Warburton | Drapeau du Royaume-Uni | Footballeur puis entraîneur. Sélectionneur des Pays-Bas. | 68  |        |
| 30 novembre | George Bowyer  | Drapeau du Royaume-Uni | Homme politique britannique.                             | 62  |        |

- 10 novembre : Alexis de Broca, peintre et dessinateur français (° 3 septembre 1868).
- 23 novembre :
  - Joseph-Paul Alizard, peintre, graveur et dessinateur français (° 12 août 1867).
  - Uzeyir Hajibeyov, compositeur, chef d'orchestre, scientifique, producteur, professeur et traducteur azéri (° 18 septembre 1885).
- 24 novembre : Raoul Koczalski, pianiste polonais (° 3 janvier 1884).
- 30 novembre : George Bowyer, homme politique britannique (° 16 janvier 1886).